# Charlotte Corday (Oper)
Charlotte Corday ist eine Oper in drei Akten von Lorenzo Ferrero nach einem Libretto in italienischer Sprache von Giuseppe Di Leva, geschrieben im Auftrag des Teatro dell’Opera di Roma anlässlich des 200. Jahrestages der Französischen Revolution, der 1989 angedacht wurde.
Das Grundthema der Oper ist die individuelle Terroraktion eines jeden, der glaubt, etwas Böses beseitigen zu können, indem er bzw. sie eine Person – in den meisten Fällen die falsche – beseitigt. Das Werk beschreibt drei Begegnungen der Girondisten-Sympathisantin Charlotte Corday mit Jean-Paul Marat, der Leitfigur der radikalen Jakobiner-Fraktion: zunächst zwei Versuche und schließlich die Ermordung selbst.

## Aufführungsgeschichte
Die Premiere, unter der Regie von Mario Martone und von Roberto Abbado dirigiert, fand am 21. Februar 1989 am Teatro dell’Opera di Roma statt. Nachfolgend wurde die Oper zweimal in Deutschland inszeniert; Aufführungen fanden am 28. April 1990 am Theater Bremen unter der Leitung von Istvan Dènes, und zwischen 27. April und 7. Juni 2013 am Mittelsächsischen Theater unter Jan Michael Horstmann statt.

## Handlung
Ort und Zeit: Paris, 13. Juli 1793

### 1. Akt
Charlotte Corday kommt in Paris im Morgengrauen an. Auf einem Marktplatz trifft sie ihren Jugendfreund Camille, der jetzt Abgeordneter im Nationalkonvent ist. Er ist enttäuscht, niedergeschlagen und fürchtet um sein Leben. In der Menge befindet sich auch Gaston, der Charlotte erzählt, dass er Leibwächter und Vertrauter von Marat sei. Das Gespräch wird von einem Tumult, der um eine Bäckerei entsteht, unterbrochen. Im Spiel ahnt eine Gruppe von Kindern die Ereignisse der Revolution nach. Der Platz leert sich allmählich, nur eines der Kinder, das als Opfer gefesselt verlassen wurde, bleibt zurück und wird von Charlotte befreit. Indem sie das Kind tröstet, baut sie das eigene Selbstvertrauen und ihren Mut auf. Charlotte kauft dann bei einer Straßenhändlerin ein scharfes Messer und ein Halstuch. Umgeben von einer bewundernden Menschenmenge trifft Marat ein. Seine Müdigkeit und sein schlechter Gesundheitszustand lassen sich nicht verbergen. Für einen Moment zieht Charlotte seine Aufmerksamkeit auf sich, er schreitet jedoch zur Halle des Nationalkonvents fort. Sie weiß nicht, wie sie die Situation nutzen kann, um ihn zu töten. Marat, der von den Abgeordneten mit einer Mischung aus Feindseligkeit und Respekt empfangen wird, spricht zu den Versammelten.

### 2. Akt
Die auf dem Marsfeld für die anstehende Revolutionsfeier aufgestellten Dekorationen wurden von einem Sturm zerstört. Ein aggressiver, randalierender Betrunkener irrt umher. Charlotte trifft Camille wieder und findet ihn noch entmutigter als je zuvor. Er gesteht ihr seine tiefe politische Desillusionierung ein, sie dagegen meint, dass gerade jetzt eine Heldentat nötig sei. Der Betrunkene belästigt sie und beschuldigt Camille des Verrats. Daraufhin erscheinen Wachen und nehmen ihn fest. Charlotte klagt den Machtmissbrauch der Revolution an. Gaston kommt dazu und rechtfertigt die Festnahme aber Marat lässt ihn frei, nachdem Charlotte sich für ihn verbürgt hat. Sowohl Gaston als auch Marat sind über diese unerwartete Milde erstaunt. Charlotte fragt sich, warum sie auch die zweite Chance verpasst hat Marat zu töten. Dieser fühlt sich wieder unwohl und lässt sich nach Hause bringen.

### 3. Akt
Marat befindet sich in der Badewanne, wo ihn seine quälende Hautkrankheit hin zwingt. Gerade er, der die Welt heilen wollte, ist von seinem Gebrechen besiegt. Charlotte klopft an die Tür. Marats Haushälterin fordert sie auf, zu einem anderen Zeitpunkt wieder zu kommen, aber er verlangt, dass sie sofort herein gelassen wird. Sie bleiben allein. Charlotte gibt ihm eine Liste mit Namen der "Feinden der Revolution" zur Durchsicht. Er liest seinen eigenen Namen an der ersten Stelle und verlangt eine Erklärung. Es beginnt eine Auseinandersetzung über Macht, Einsamkeit, Wahrheit und Tod, welche mit seiner Ermordung durch einen Messerstich endet. In dem Moment, in dem die Klinge über ihn fällt, versteht Marat die Bedeutung des Ausdrucks in Charlottes Augen und stirbt, ohne ihren Namen zu kennen.